# Điện ảnh Triều Tiên
Điện ảnh bán đảo Triều Tiên (tiếng Triều Tiên: 한국의 영화) là tên gọi ngành công nghiệp điện ảnh của Triều Tiên (tính cho đến trước năm 1945) hoặc hai nước Cộng hòa Dân chủ Nhân dân Triều Tiên và Đại Hàn Dân Quốc (kể từ năm 1945 đến nay). Chịu ảnh hưởng từ nhiều biến cố chính trị xảy ra trong suốt thế kỷ XX, từ giai đoạn Nhật Bản chiếm đóng Triều Tiên, Chiến tranh Triều Tiên đến giai đoạn chia cắt hai miền từ năm 1953 đến hiện tại, điện ảnh Triều Tiên cũng có nhiều thăng trầm.

## Điện ảnh Triều Tiên trước Chiến tranh thế giới thứ hai

### Giai đoạn sơ khai: Trước năm 1926
Người đưa kỹ thuật điện ảnh vào Triều Tiên là một nhà du hành người Mỹ tên là Burton Holmes. Vào năm 1899, ông đã trình chiếu trước Hoàng gia Triều Tiên những thước phim đầu tiên. Buổi trình chiếu phim rộng rãi đầu tiên trước công chúng Triều Tiên diễn ra vào tháng 6 năm 1903, là một đoạn phim quảng cáo cho việc xây dựng tuyến tàu điện ở Seoul do một công ty Mỹ thực hiện. Rạp phim đầu tiên của Hàn Quốc, rạp Tongdaemun hwaldong sajinso cũng được mở cửa trong năm 1903, tháng 11 năm 1907 một rạp phim khác, rạp Dansung-sa được mở tại Seoul và vẫn còn hoạt động đến ngày nay. Trong giai đoạn đầu, phần lớn các bộ phim trình chiếu được nhập từ châu Âu hoặc Hoa Kỳ, trong đó có một số phim rất được công chúng Hàn Quốc đón nhận như hai tác phẩm của đạo diễn huyền thoại D. W. Griffith, Broken Blossoms (1919) và Way Down East (1920), bộ phim Robin Hood (1922) của Douglas Fairbanks và hai bộ phim của đạo diễn Đức Fritz Lang, Nibelungen Siegfried và Kriemhilds Rache (đều sản xuất năm 1924).

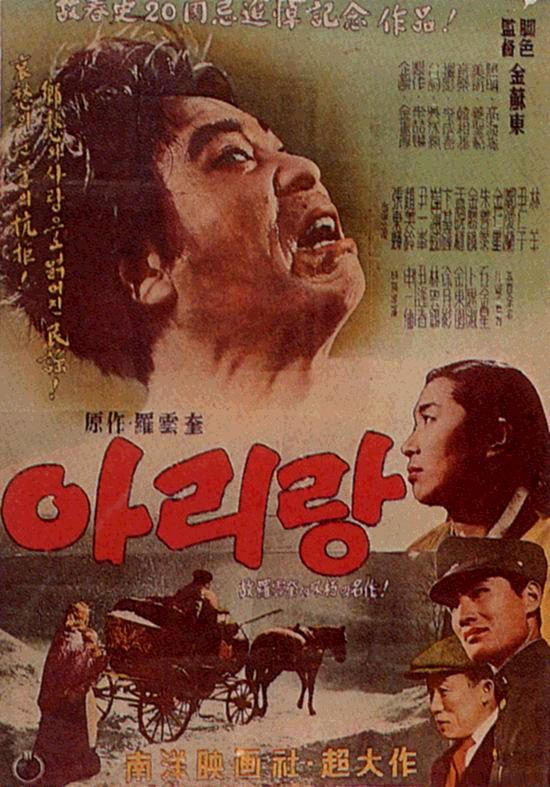
Hình quảng cáo phim Arirang của Triều Tiên năm 1926

Sự ra đời của ngành công nghiệp điện ảnh nội địa Triều Tiên gắn với ông chủ của rạp Dansung-sa Park Sung-pil, người đã bỏ tiền thực hiện bộ "phim" Triều Tiên đầu tiên, một vở kịch trên sân khấu có tựa đề Uirijeok Guto (의리적구토) được thu lại bằng kỹ thuật điện ảnh, và bộ phim tài liệu Phong cảnh thành phố Kyoungsoung, cả hai cùng được công chiếu tại rạp Dansung-sa ngày 27 tháng 10 năm 1919. Bộ phim điện ảnh thực sự đầu tiên của điện ảnh Triều Tiên có lẽ là một chuyển thể của Xuân Hương truyện (춘향전) được thực hiện vào năm 1921. Xuân Hương truyện là một tiểu thuyết khuyết danh nổi tiếng của Triều Tiên và cũng là tác phẩm được chuyển thể điện ảnh nhiều nhất, tính cho tới bộ phim chuyển thể của đạo diễn Im Kwon-taek năm 2000 thì đã có 14 bộ phim được xây dựng dựa trên cuốn tiểu thuyết này. Theo một số nguồn khác thì bộ phim thực sự đầu tiên được thực hiện ở Triều Tiên lại là một tác phẩm của đạo diễn Yun Baek-nam, bộ phim Ulha ui Mengse, được công chiếu tháng 4 năm 1923.

### Kỷ nguyên vàng của phim câm: 1926-1930
Do là thuộc địa của Nhật Bản từ năm 1910, các hãng phim Triều Tiên chủ yếu do người Nhật điều hành. Một thương gia người Nhật tên là Orajo Yodo đã bỏ vốn thành lập hãng phim Choson Kinema Productions, hãng phim tiên phong của điện ảnh Hàn Quốc thời kì này. Năm 1926, Choson Kinema giao cho diễn viên trẻ Na Woon-gyu thực hiện bộ phim Nongjungjo (농중조), trong đó Na đảm nhiệm cả vai trò biên kịch, đạo diễn và thủ vai chính. Sau Nongjungjo, Na thực hiện bộ phim tiếp theo của ông, Arirang (아리랑, lấy theo tên bài hát phổ biến nhất ở nước này), đây là bộ phim đánh dấu kỉ nguyên vàng của các bộ phim câm Triều Tiên. Giống như nhiều phim Nhật Bản cùng thời, Arirang có thêm một người đọc thoại và lời dẫn, một byeonsa (변사, hay benshi trong tiếng Nhật) để thuyết minh cho các bộ phim câm.
Những năm cuối thập niên 1920, phim câm Triều Tiên đạt đến thời kì cực thịnh với hơn 70 tác phẩm ra đời trong thời kì này với chất lượng ngày một được nâng cao. Trong số đó phải kể tới các bộ phim khác của Na Woon-gyu như Punguna (1926) và Deuljwi (1927). Na vào năm 1927 cũng hợp tác cùng Park Sung-pil mở một hãng phim độc lập với tiêu chí người Triều Tiên sản xuất phim cho người Triều Tiên. Tuy tồn tại trong thời gian ngắn, nhưng hãng này cũng cho ra đời được một số phim đáng chú ý như Jalitgeola (1927), Beongeoli Sam-ryong (1929) và Salangeul chajaseo (1929).

### Phim có tiếng ra đời: 1930-1945
Nửa đầu thập niên 1930 chứng kiến sự sa sút của ngành công nghiệp điện ảnh phim câm Triều Tiên vì sự kiểm duyệt và đàn áp ngày một ngặt nghèo của chính quyền chiếm đóng. Số lượng phim ra đời trong thời gian này giảm xuống chỉ còn khoảng 2 hoặc 3 phim mỗi năm, trong khi nhiều tài năng của điện ảnh Triều Tiên lại rời sang làm việc tại Thượng Hải, trung tâm điện ảnh của châu Á thời đó. Bộ phim câm đáng chú ý duy nhất có lẽ là Imjaeobtneun naleutbae (1932) của đạo diễn Lee Gyu-hwan.
Bộ phim có tiếng đầu tiên của điện ảnh Triều Tiên được sản xuất năm 1935, đó là một chuyển thể khác của Xuân Hương truyện do Lee Myeong-woo đạo diễn. Trong nửa cuối thập niên 1930, số lượng phim có tăng trở lại và nghệ sĩ điện ảnh đi đầu vẫn là Na Woon-gyu, trước khi đột ngột qua đời năm 1937, ông đã cho ra đời các bộ phim đáng chú ý như Kanggeonneo maeul (1935) hay Oh Mong-nyeo (1937). Tuy vậy giai đoạn này cũng không kéo dài được lâu khi sự kiểm soát của chính quyền đối với các phim có tiếng còn trở nên gay gắt hơn so với các phim câm, từ năm 1938 toàn bộ các phim sản xuất tại Triều Tiên đều do người Nhật thực hiện và từ năm 1942 sau khi Chiến tranh thế giới thứ hai bùng nổ, việc sử dụng tiếng Triều Tiên bị cấm tuyệt đối trong điện ảnh.

## Điện ảnh CHDCND Triều Tiên
Do tính chất cô lập cao độ của Cộng hòa Dân chủ Nhân dân Triều Tiên vì vậy thông tin về sự phát triển của nền điện ảnh nước này rất ít được thế giới biết tới. Hãng phim lớn nhất của CHDCND Triều Tiên là Xưởng phim truyện Triều Tiên với một trường quay rộng khoảng 930.000 m² ở ngoại ô Bình Nhưỡng. Các hãng phim lớn khác ở Triều Tiên có thể kể tới Xưởng phim tài liệu Triều Tiên, Xưởng phim mùng 8 tháng 2 và Xưởng phim Khoa học và Giáo dục Triều Tiên (SEK Studio). Hãng SEK nổi tiếng là nơi sản xuất phim hoạt hình có chất lượng cao và giá nhân công rẻ, đây chính là hãng phim đã thực hiện các công đoạn sản xuất cho những bộ phim hoạt hình nổi tiếng của Walt Disney Pictures như Vua sư tử (The Lion King, 1994) và Pocahontas (1995). Năm 2005, SEK cũng là hãng phim Triều Tiên thực hiện dự án điện ảnh hợp tác đầu tiên của hai miền, đó là bộ phim hoạt hình Thẩm Thanh Vương hậu (왕후 심청).

### Thập niên 1940 và 1950
Trong thời gian này trang web dữ liệu điện ảnh IMDb thống kê được 41 bộ phim sản xuất tại Triều Tiên. Hai trong số này được sản xuất trong khoảng thời gian từ khi Triều Tiên được giải phóng khỏi quân đội Nhật Bản (năm 1945) đến khi Chiến tranh Triều Tiên nổ ra (năm 1950), đó là Uri Geonseol (1946) và Tổ quốc (내 고향, 1949). Trong thời gian chiến tranh (1950-1953) có 5 bộ phim được sản xuất, phần lớn tập trung vào đề tài khơi dậy lòng yêu nước.
Sau khi chiến tranh kết thúc, nền điện ảnh Cộng hòa Dân chủ Nhân dân Triều Tiên được khôi phục khá nhanh với những bộ phim chiến tranh hoặc phản ánh công cuộc khôi phục đất nước Triều Tiên bị tàn phá.

### Thập niên 1960 và 1970
Năm 1966 lãnh đạo Cộng hòa Dân chủ Nhân dân Triều Tiên Kim Nhật Thành đưa ra học thuyết về tư tưởng Chủ thể (Juche - 주체) trong nghệ thuật, theo đó các tác phẩm nghệ thuật phải là những tác phẩm cách mạng phản ánh chủ nghĩa xã hội trong công cuộc xây dựng đất nước Triều Tiên. Tư tưởng này sau đó đã được con trai của Kim Nhật Thành là Kim Chính Nhật (lãnh tụ tương lai của Triều Tiên) cụ thể hóa trong chuyên luận "Lý thuyết nghệ thuật điện ảnh".
Bộ phim tiêu biểu nhất cho tư tưởng nghệ thuật này là Bể máu (피바다, 1969), được chuyển thể từ tiểu thuyết kể về câu chuyện của một người phụ nữ nông dân trở thành anh hùng trong cuộc kháng chiến chống Nhật của người Triều Tiên. Bộ phim này sau đó đã được chuyển thể thành nhiều loại hình nghệ thuật khác như nhạc kịch hay vũ kịch. Một tác phẩm đáng chú ý khác là Cô gái bán hoa (꽃파는 처녀, 1972) của Choe Ik-kyu (người sau này là Bộ trưởng Bộ Văn hóa), bộ phim này đã đoạt Giải đặc biệt tại Liên hoan phim quốc tế (International Film Festival) lần thứ 18 và là một trong các tác phẩm điện ảnh được biết đến nhiều nhất của Triều Tiên thập niên 1970.

### Thập niên 1980 cho đến nay
Trong những năm 1980, các bộ phim mang tính tư tưởng và tuyên truyền được giảm bớt, thay vào đó là những tác phẩm có đề tài gần gũi với cuộc sống hơn. Có thể kể tới một chuyển thể tiếp theo của Xuân Hương truyện năm 1980 hay bộ phim Hồng Cát Đồng (홍길동, 1986). Bộ phim đáng chú ý nhất thập niên 1980 của điện ảnh Triều Tiên là một phim khoa học giả tưởng về một quái vật khổng lồ có tên Pulgasari (불가사리, 1985), bộ phim này được thực hiện bởi Shin Sang-ok, một nhà điện ảnh không mấy tiếng tăm của Hàn Quốc bị bắt cóc sang Triều Tiên.
Trong thập niên 1990, IMDb chỉ thống kê được 4 bộ phim mà Triều Tiên được sản xuất, trong đó có bộ phim truyền hình dài tập mang tên Tổ quốc và số phận (민족과 운명) được thực hiện từ năm 1992 đến năm 1999. Thập niên 2000 chứng kiến những thay đổi theo hướng cởi mở hơn của điện ảnh nước này khi lần đầu tiên có bộ phim hoạt hình Thẩm Thanh Vương hậu là sản phẩm hợp tác của hai miền Nam - Bắc Triều. Năm 2006, lần đầu tiên có một bộ phim Triều Tiên được bán cho các nhà phân phối phương Tây, đó là bộ phim Nyeohaksaengeui Ilgi (한 녀학생의 일기).

## Điện ảnh Hàn Quốc

### Giai đoạn hình thành: 1945-1955
Cùng với sự đầu hàng của quân đội Nhật Bản năm 1945, nền điện ảnh của Hàn Quốc cũng bắt đầu được xây dựng với bộ phim Jayu Manse (자유만세, 1946) của đạo diễn Choi In-gyu. Tuy vậy công nghiệp điện ảnh Hàn Quốc phát triển khá chậm chạp do chịu ảnh hưởng của chiến tranh, từ năm 1950 đến năm 1953 mỗi năm chỉ có chừng 5 hoặc 6 bộ phim được sản xuất, thêm vào đó những bộ phim được lưu trữ thời gian trước đó cũng lại bị chiến tranh phá hủy ít nhiều.

### Giai đoạn hoàng kim: 1955-1962
Sau khi hiệp định đình chiến được ký kết năm 1953, tổng thống Hàn Quốc Lý Thừa Vãn đã góp phần khôi phục nền điện ảnh nước này bằng việc miễn thuế cho mọi bộ phim sản xuất trong nước. Quá trình hồi phục và phát triển này được đánh dấu bằng một chuyển thể điện ảnh khác của Xuân Hương truyện do Lee Kyu-hwan thực hiện năm 1955. Bộ phim này đã thành công vang dội khi chỉ trong vòng 2 tháng nó đã thu hút 10% dân số Seoul (khoảng trên 200.000 người) đến rạp, góp phần thúc đẩy mạnh mẽ công nghiệp điện ảnh Hàn Quốc.
Chất lượng và số lượng các bộ phim Hàn Quốc được cải thiện nhanh chóng, năm 1956 bộ phim Sijibganeun nal (시집가는 날) của Lee Byeong-il đã bắt đầu đem về cho nước này những giải thưởng quốc tế. Đến năm 1959 sản lượng phim của công nghiệp điện ảnh Hàn Quốc đã lên tới 111 phim một năm, tức là gấp hơn 20 lần sản lượng trung bình 10 năm trước đó. Năm 1961, điện ảnh Hàn Quốc có hai tác phẩm xuất sắc là Hanyeo (하녀) của Kim Ki-young và Obaltan (오발탄) của Yu Hyun-mok, cả hai đều được đánh giá là nằm trong số những bộ phim hay nhất trong lịch sử điện ảnh nước này.

### Khủng hoảng: 1962-1979
Giai đoạn hoàng kim của điện ảnh Hàn Quốc chấm dứt sau khi Park Chung-hee lên nắm chính quyền năm 1962. Chính phủ Park Chung-hee đã ngay lập tức tăng sự kiểm soát của nhà nước đối với công nghiệp điện ảnh. Theo Luật điện ảnh năm 1963, một loạt các biện pháp kiểm duyệt khắc nghiệt được áp dụng đối với số lượng và nội dung các phim sản xuất trong nước. Chỉ trong vòng 1 năm, số lượng phim sản xuất giảm từ 71 xuống còn 16.
Sự kiểm soát của nhà nước lên đến đỉnh cao vào giữa và cuối thập niên 1970 đã phá hủy gần như toàn bộ những giá trị nghệ thuật điện ảnh Hàn Quốc xây dựng được trong những năm trước đó. Thêm vào đó điện ảnh cũng phải chịu sự cạnh tranh quyết liệt của một loại hình giải trí mới, truyền hình, vốn phát triển đột ngột từ cuối thập niên 1960. Năm 1979, lượng khán giả đến rạp phim giảm chỉ còn 1/3 so với 10 năm trước đó (65 triệu lượt người xem năm 1979 so với 173 triệu lượt người xem năm 1969).

### Phục hồi: 1980-1999
Sau những biến động liên tiếp đầu những năm 1980 gồm vụ ám sát Tổng thống Park Chung-hee, cuộc Đảo chính ngày 12 tháng 12 và vụ thảm sát Gwangju, Hàn Quốc bắt đầu quá trình dân chủ hóa đời sống chính trị và xã hội, trong đó có công nghiệp điện ảnh. Mặc dù trong thập niên này, lượng người đến rạp vẫn rất thấp nhưng điện ảnh đã dần có dấu hiệu hồi sinh khi chính phủ nới lỏng sự kiểm soát đối với ngành công nghiện điện ảnh. Điện ảnh Hàn Quốc cũng bắt đầu được quốc tế biết tới, sau khi bộ phim Mandala (만다라', 1981) của đạo diễn Im Kwon-taek giành Giải thưởng lớn tại Liên hoan phim Hawaii, đây cũng là bộ phim Hàn Quốc đầu tiên tham gia các liên hoan phim lớn ở châu Âu.
Năm 1988, tổng thống Roh Tae-woo chính thức gỡ bỏ sự kiểm duyệt nội dung chính trị cho điện ảnh Hàn Quốc, giúp cho các đạo diễn có thể khai thác các đề tài xã hội gai góc và gần gũi với cuộc sống hơn. Tuy vậy thị trường phim Hàn Quốc tiếp tục đạt doanh thu thấp và lại bị các bộ phim Hollywood và Hồng Kông thống trị, năm 1993 chỉ có 16% số phim chiếu rạp là phim nội địa.

### Đột phá và phát triển mạnh mẽ: Từ năm 1999 đến nay
Bước đột phá của nền công nghiệp điện ảnh Hàn Quốc đến năm 1999 với bộ phim bom tấn Shiri (쉬리), bước cách mạng về thương mại hóa điện ảnh. Tuy bộ phim đầu tiên do tư nhân (hãng Samsung) tài trợ đã được thực hiện từ năm 1992 nhưng phải chờ đến Shiri điện ảnh Hàn Quốc mới thực sự tìm được hướng đi mới thu hút khán giả. Đó là những tác phẩm kinh phí lớn (kinh phí Shiri khoảng 8 triệu USD, lớn nhất trong lịch sử điện ảnh Hàn Quốc cho đến thời điểm đó), đề tài hấp dẫn (Shiri đề cập đến xung đột hai miền Nam - Bắc Triều trong cuộc rượt đuổi giữa các điệp viên Triều Tiên ở Seoul với những sĩ quan tình báo Hàn Quốc) và sự góp mặt của những ngôi sao điện ảnh (Shiri có một giàn diễn viên tên tuổi gồm Han Suk-kyu, Choi Min-sik, Kim Yoon-jin và Song Kang-ho). Với công thức như vậy, Shiri đã thành công vang dội về mặt thương mại khi bán được tới 2 triệu vé chỉ tính riêng ở Seoul và trở thành bộ phim ăn khách nhất lịch sử điện ảnh Hàn Quốc, vượt qua các bộ phim bom tấn nổi tiếng của Hollywood như Titanic hay Ma trận (The Matrix). Thành công của Shiri được tiếp nối ngay trong các năm tiếp theo bằng những bộ phim bom tấn về đề tài xung đột Nam-Bắc khác như Khu vực an ninh chung (2000) hay Cờ Thái cực giương cao (태극기, 2004).
Một bước tiến nữa về thể loại của điện ảnh Hàn Quốc là bộ phim Cô nàng ngổ ngáo (엽기적인 그녀, 2001), một bộ phim tình cảm - hài (rom-com) không chỉ ăn khách ở Hàn Quốc mà còn được ưa thích ở nhiều nước châu Á. Bộ phim này đã mở đầu cho trào lưu phim tình cảm hài vốn là thế mạnh của điện ảnh Hàn Quốc trong việc xâm nhập các thị trường điện ảnh khác (vốn không mặn mà với đề tài xung đột Nam - Bắc Triều). Những bộ phim tình cảm của Hàn Quốc cũng bắt đầu được Hollywood chú ý và một số phim đã được mua bản quyền để làm lại (remake), trong số này bộ phim Il Mare (시월애, 2000) đã được làm lại thành một tác phẩm Hollywood có tựa đề Ngôi nhà bên hồ (The Lake House, 2006) với sự góp mặt của 2 ngôi sao là Sandra Bullock và Keanu Reeves.
Không chỉ thành công về mặt thương mại, các bộ phim Hàn Quốc còn bắt đầu thành công tại các liên hoan phim lớn trên thế giới. Năm 2002 bộ phim Oasis (오아시스) của đạo diễn Lee Chang-dong (sau này trở thành Bộ trưởng Bộ Văn hóa và Du lịch Hàn Quốc) đã giành giải hai tại Liên hoan phim Venezia. Cũng tại liên hoan phim này, bộ phim 3-Iron (빈집, 2004) của đạo diễn Kim Ki Duk đã giành giải Sư tử bạc. Kim Ki Duk là đạo diễn phim nghệ thuật nổi tiếng của Hàn Quốc, với bộ phim Samaria (사마리아, 2004) ông đã giành giải Đạo diễn xuất sắc nhất tại Liên hoan phim Berlin. Bộ phim đạt giải cao nhất trong số các liên hoan phim cho đến nay có lẽ là Oldboy (올드보이, 2003) của đạo diễn Park Chan-wook, tác phẩm này đã đoạt Giải thưởng lớn (Grand Prix) tại Liên hoan phim Cannes, tức là chỉ xếp sau bộ phim đoạt giải Cành cọ vàng năm đó là Fahrenheit 9/11. Trong Liên hoan phim Cannes năm 2007, nữ diễn viên Hàn Quốc Jeon Do-yeon cũng đã giành giải Nữ diễn viên xuất sắc nhất (Prix d'interprétation féminine).

### Các bộ phim ăn khách nhất
Các bộ phim này được xếp theo số lượng khán giả đến rạp chứ không theo tổng doanh thu. Danh sách được cập nhật đến tháng 8 năm 2007:
|    | Tên phim                                 | Năm phát hành | Lượng khán giả |
| 1  | 괴물 (Quái vật sông Hàn)                 | 2006          | 13.019.740     |
| 2  | 왕의 남자 (Nhà vua và chàng hề)          | 2005          | 12.302.831     |
| 3  | 태극기 휘날리며 (Cờ Thái cực giương cao) | 2004          | 11.746.135     |
| 4  | 실미도 (Silmido)                         | 2003          | 11.074.000     |
| 5  | 친구 (Friend)                            | 2001          | 8.134.500      |
| 6  | 웰컴 투 동막골 (Welcome To Dongmakgol)   | 2005          | 8.008.622      |
| 7  | D-War                                    | 2007          | 6.902.034      |
| 8  | 타짜 (Tazza: The High Rollers)           | 2006          | 6.847.777      |
| 9  | 미녀는 괴로워 (Sắc đẹp ngàn cân)         | 2006          | 6.619.498      |
| 10 | 쉬리 (Shiri)                             | 1999          | 6.210.000      |
| 11 | 투사부일체 (My Boss, My Teacher)         | 2006          | 6.105.431      |
| 12 | 공동경비구역 JSA (Khu vực an ninh chung) | 2000          | 5.830.000      |
| 13 | 가문의 위기 (Marrying The Mafia 2)       | 2005          | 5.635.266      |
| 14 | 화려한 휴가 (May 18)                     | 2007          | 5.609.005      |
| 15 | 가문의 영광 (Marrying the Mafia)         | 2002          | 5.021.001      |
| 16 | 말아톤 (Marathon)                        | 2005          | 5.148.022      |
| 17 | 살인의 추억 ('Memories of Murder)        | 2003          | 5.101.645      |
| 18 | 엽기적인 그녀 (Cô nàng ngổ ngáo)         | 2001          | 4.852.845      |
| 19 | 동갑내기 과외하기 (Cô bạn gia sư)        | 2003          | 4.809.871      |
| 20 | 신라의 달밤 (Kick The Moon               | 2001          | 4.353.800      |
| 21 | 조폭 마누라 (Vợ tôi là Găng-tơ)          | 2001          | 4.180.900      |
| 22 | 태풍 (Typhoon)                           | 2005          | 4.094.395      |
| 23 | 집으로 (The Way Home)                    | 2002          | 4.091.000      |
| 24 | 색즉시공 (Tình dục là chuyện nhỏ)        | 2002          | 4.089.900      |
| 25 | 공공의 적 2 (Another Public Enemy)       | 2005          | 3.911.356      |

### Diễn viên

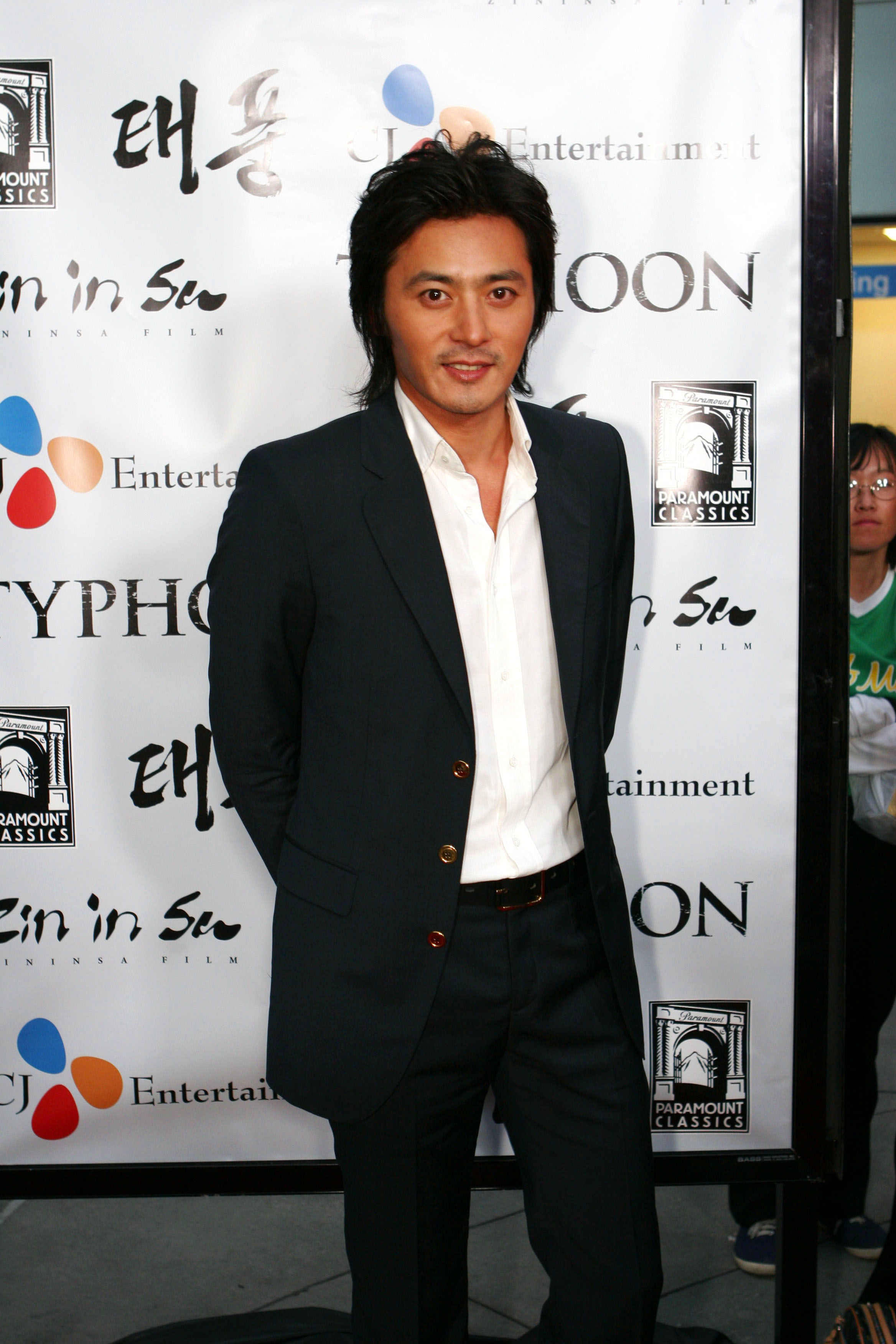
Diễn viên Jang Dong-gun

## Các nhân vật nổi tiếng

### Nhà làm phim
| - Kim Il-sung - Kim Jong-il - Choe Ik-gyu - Kim Se-ryun - Shin Sang-ok - Bong Joon-ho - Im Kwon-taek - Kang Je-gyu | - Kim Ji-Woon - Kim Ki-duk - Kwak Jae-yong - Lee Chang-dong - Lee Jun-ik - Park Chan-wook - Shin Sang-ok |